# Bert Wollants
 (mai 2022).
Si vous disposez d'ouvrages ou d'articles de référence ou si vous connaissez des sites web de qualité traitant du thème abordé ici, merci de compléter l'article en donnant les références utiles à sa vérifiabilité et en les liant à la section « Notes et références ».
Bert Wollants, né le 30 août 1979 à Lierre est un homme politique flamand, membre du parti nationaliste et séparatiste de N-VA.
Il fait des études de graduat comme coordinateur environnemental et en gestion de l'entreprise. Spécialiste de la gestion des déchets à l'OVAM de 2000 à 2004 et de 2008 à 2009. De 2005 à 2008, conseiller environnement du ministre flamand Geert Bourgeois au cabinet de l'énergie. Depuis 2009, conseiller adjoint pour l'environnement et l'énergie du Cabinet du ministre flamand Geert Bourgeois.

## Carrière politique
- Conseiller CPAS à Lierre
- Député fédéral, le 6 juillet 2010, en remplacement de Kris Van Dijck, député flamand.